# Мартынов, Михаил Иванович
Михаил Иванович Мартынов (18 ноября 1909 — 26 июня 1986) — советский военный лётчик, генерал-лейтенант авиации (1962), участник советско-финляндской и Великой Отечественной войн, Герой Советского Союза (1940).

## Биография
Михаил Мартынов родился 18 ноября 1909 года в селе 2-я Елшанка (ныне — Бузулукский район Оренбургской области). Окончил пять классов школы и Саранскую совпартшколу. В июне 1930 года Мартынов был призван на службу в Рабоче-крестьянскую Красную армию. В июне 1930 года он окончил Вольскую объединённую военную авиационную школу лётчиков и авиационных техников, в 1933 году — Борисоглебскую военную авиационную школу лётчиков, в 1936 году — курсы командиров звеньев. Участвовал в польском походе.
Участвовал в боях советско-финляндской войны, будучи командиром эскадрильи 48-го скоростного бомбардировочного авиаполка 18-й скоростной бомбардировочной авиабригады 7-й армии Северо-Западного фронта. За время войны совершил 46 боевых вылетов на бомбардировку скоплений финской боевой техники и живой силы. 2 февраля 1940 года во время боевого вылета самолёт Мартынова был подбит, однако лётчик продолжил выполнять задание, и лишь после его завершения долетел до ближайшего аэродрома и произвёл посадку.
Указом Президиума Верховного Совета СССР от 21 марта 1940 года «за мужество и героизм, проявленные в боях» капитан Михаил Мартынов был удостоен высокого звания Героя Советского Союза с вручением ордена Ленина и медали «Золотая Звезда».
Участвовал в боях Великой Отечественной войны. В июле 1944 года Мартынов окончил курсы усовершенствования офицерского состава, в 1951 году — Военную академию Генерального штаба. Служил на высоких должностях в Военно-воздушных силах СССР. 
В марте 1970 года в звании генерал-лейтенанта Мартынов был уволен в запас. Проживал в Москве. 

Могила Мартынова на Кунцевском кладбище Москвы.

Скончался 26 июня 1986 года, похоронен на Кунцевском кладбище Москвы.

## Награды
- Медаль «Золотая Звезда» (21 марта 1940)
- Орден Ленина (21 марта 1940)
- Три ордена Красного Знамени (7 ноября 1941, 15 ноября 1950, 29 апреля 1954)
- Орден Суворова 3-й степени (14 августа 1943)
- Орден Отечественной войны I (11 марта 1985)
- Орден Отечественной войны II степеней (2 февраля 1943)
- Орден Красной Звезды (6 ноября 1945)
- Медалью «За боевые заслуги» (3 ноября 1944)
- Орден Креста Грюнвальда 3-й степени (Польша, 13 июня 1945)
- Серебряный крест Заслуги (Польша, 23 февраля 1945)
- Медали СССР и иностранных наград[1].